# Proceso enfermero

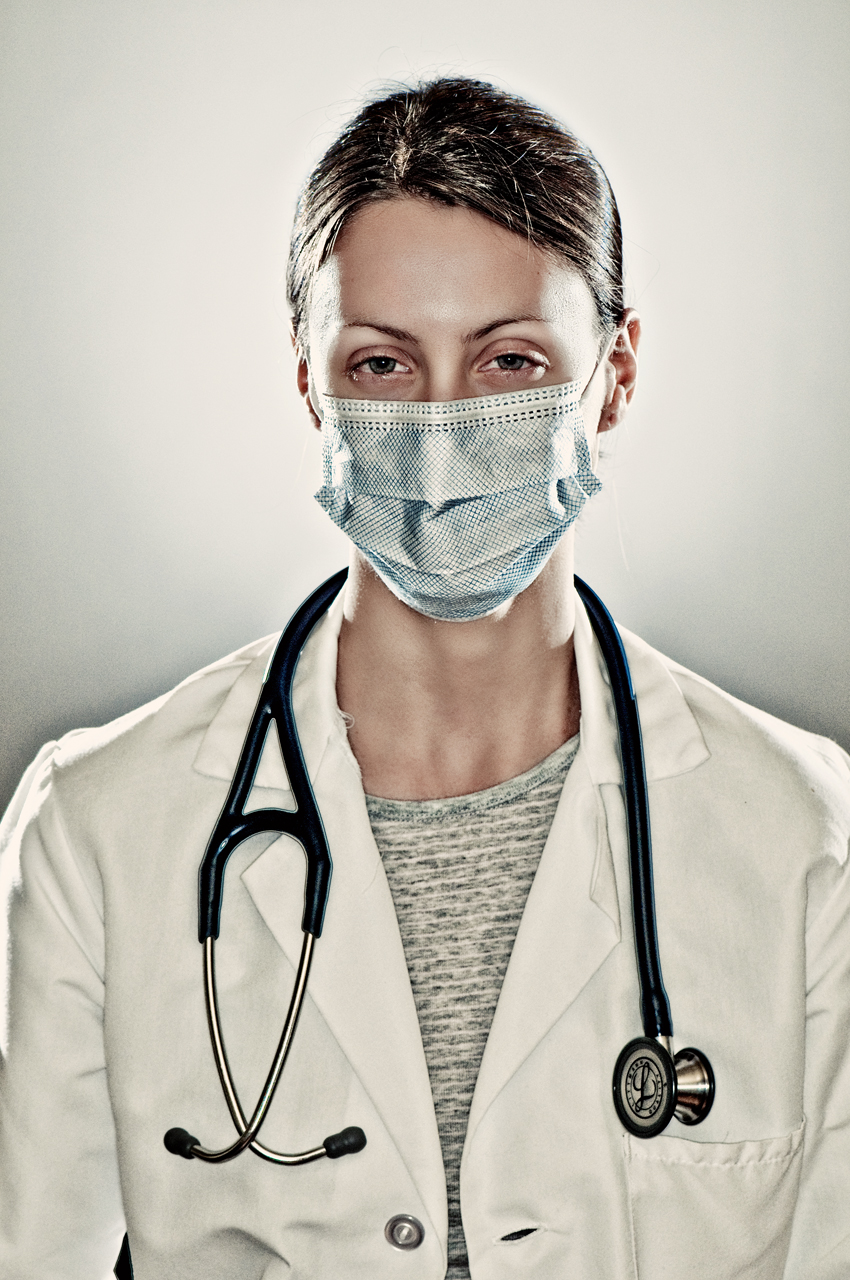
El proceso enfermero agiliza el diagnóstico y tratamiento de los problemas de salud reales y potenciales, y evita que se pierda de vista el factor humano.

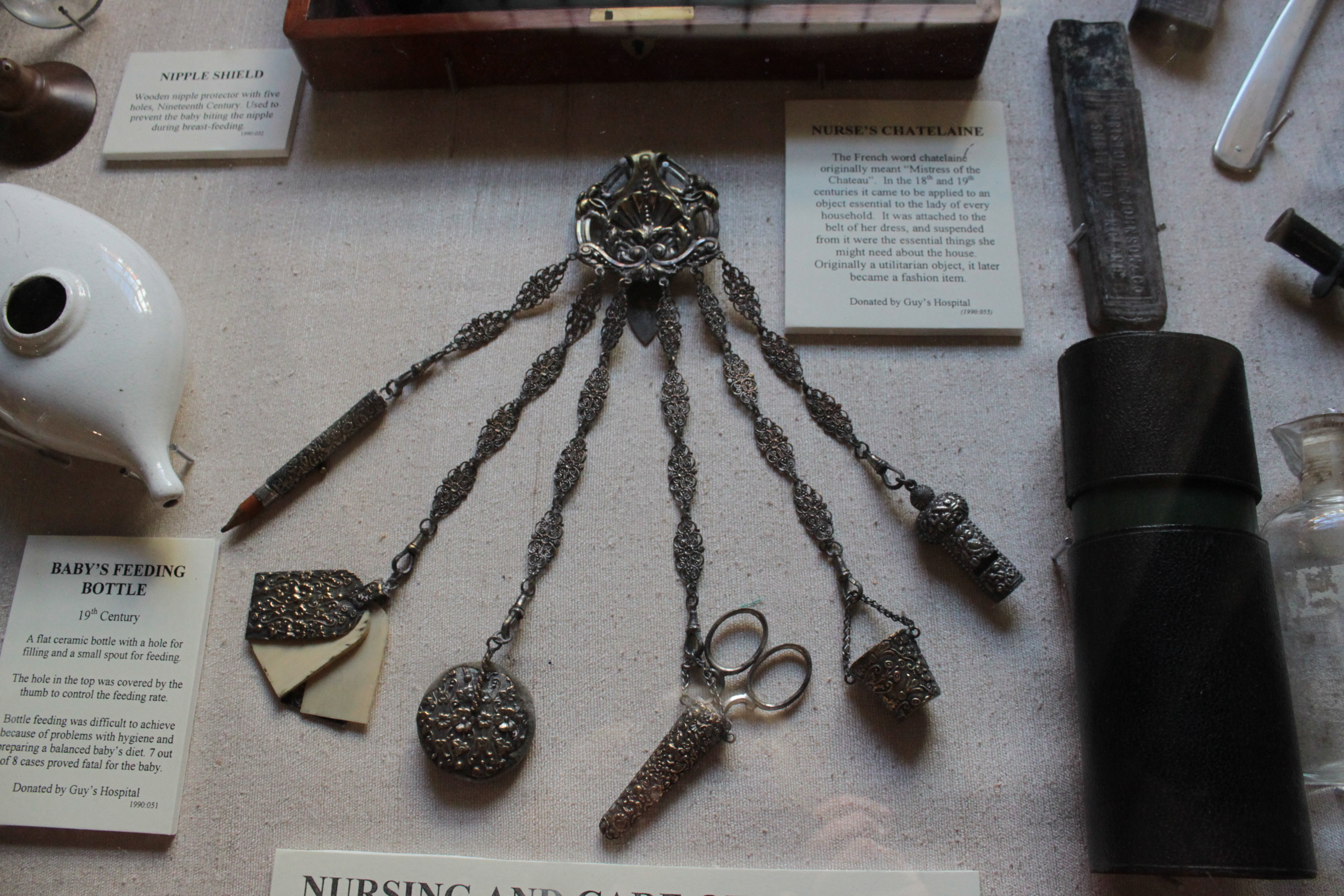
Una chatelaina de enfermera compuesta por un lápiz, una libretita de notas, una cajita de píldoras, una tijera, una medida, y un silbato.

El proceso enfermero, también denominado proceso de enfermería (PE) o proceso de atención de enfermería (PAE), es un método sistemático que brinda cuidados humanistas eficientes centrados en el logro de resultados esperados, apoyándose en un modelo científico realizado por un profesional de enfermería. Es un método sistemático y organizado para administrar cuidados individualizados, de acuerdo con el enfoque básico de que cada persona o grupo de ellas responde de forma distinta ante una alteración real o potencial de la salud. Originalmente fue una forma adaptada de resolución de problemas, y está clasificado como una teoría deductiva en sí misma.
El uso del proceso enfermero permite crear un plan de cuidados centrado en las respuestas humanas. El proceso enfermero trata a la persona como un todo; el paciente es un individuo único, que necesita atenciones de enfermería enfocadas específicamente a él y no solo a su enfermedad.
Lydia Hall describió el proceso de cuidado de manera imprecisa en 1950 y, posteriormente, la teórica Ida Jean Orlando lo describió concretamente (teoría del proceso de enfermería) en el libro The dynamic nurse-patient relationship: function, process and principles of professional nursing practice (1961). En 1967, las estadounidenses Helen Yura y Mary B. Walsh publicaron el primer modelo integral sobre el proceso de enfermería: The nursing process: assessing, planning, implementing, evaluating. Sus estudios teóricos se basaron en aproximaciones teóricas del cuidado e información obtenida de la teoría de sistemas, cibernética y teoría de la decisión. En 1974, la Organización Mundial de la Salud definió al proceso de atención de enfermería como componente de la profesión (el cuidado) y actualmente es una de las pocas técnicas establecidas a nivel mundial en el cuidado profesional.
El proceso enfermero es la aplicación del método científico en la práctica asistencial de la disciplina, de modo que se pueda ofrecer, desde una perspectiva enfermera, unos cuidados sistematizados, lógicos y racionales. El proceso enfermero le da a la profesión la categoría de ciencia.

## Niveles de actuación
La labor de enfermería está orientada no solamente hacia la atención del individuo enfermo, que requiere unas actividades concretas para el alivio de sus padecimientos y recuperación de la salud, sino también hacia el individuo sano, en el área de promoción de la salud. Simplificadamente, se acepta que la labor de enfermería comprende tres niveles:
Nivel primario: encaminado al mantenimiento y promoción de la salud y la prevención de la enfermedad. Este nivel de prevención básica implica una actividad de enfermería tanto asistencial como pedagógica y se centra en la concientización acerca de la importancia de la salud y sobre la responsabilidad individual, familiar o comunitaria para mantenerla, así como en la oportuna información sobre los eventuales peligros que puedan amenazar la salud y los medios que puedan emplearse para conservar un estado óptimo de bienestar físico, psicológico y social.
Nivel secundario: corresponde a las intervenciones asistenciales o curativas que tienen por objeto tratar los problemas de salud ya establecidos o potenciales y prevenir su eventual agravamiento, mediante la elaboración e instauración de un plan de actuaciones de enfermería destinado también a evitar o reducir el riesgo de posibles complicaciones.
Nivel terciario:  dirigido a la rehabilitación y correspondiente a las intervenciones de enfermería orientadas al apoyo del paciente en su adaptación a determinadas dificultades ocasionadas por un problema de salud y la superación de los efectos de eventuales secuelas. El objetivo de este nivel consiste en la consecución de un grado de satisfacción óptima de las necesidades personales básicas a pesar de las limitaciones temporales o permanentes impuestas por el estado de salud.
En cualquiera de los niveles definidos, toda labor de enfermería debe basarse en un conjunto de pautas elementales que constituyen un auténtico proceso, más o menos complejo según a las características de cada caso, pero siempre sometido a las reglas de un método concreto que posibilite la adecuada formación de los cuidados requeridos y su correcta instauración.

## Propiedades del proceso
- Resuelto, porque va dirigido a un objetivo.
- Sistemático, por utilizar un enfoque organizado para lograr su propósito.
- Dinámico, porque implica un cambio continuo centrado en las respuestas humanas.
- Interactivo, por centrarse en las respuestas cambiantes del paciente, identificadas durante la relación enfermero/paciente.
- Flexible, por ser adaptable a la práctica de enfermería en cualquier situación o área de especialización que se ocupe de individuos o comunidades.
- Posee una base teórica sustentada en una amplia variedad de conocimientos científicos y humanos aplicables a cualquier modelo teórico de enfermería.

### Beneficios en el individuo
- Favorece la flexibilidad necesaria para brindar cuidados de enfermería individualizados.
- Estimula la participación de quien recibe los cuidados.
- Aumenta la satisfacción de los enfermeros ante la consecución del resultado.
- El sistema —al contar con una etapa de evaluación— permite su retroalimentación y mejora en función del tiempo.

## Objetivos del proceso
El objetivo principal del proceso enfermero es constituir una estructura que pueda cubrir e individualizar las necesidades del paciente, de la familia y de la comunidad. Otros objetivos son:
- Identificar las necesidades reales y potenciales del paciente, familia y comunidad.
- Establecer planes de cuidados individuales, familiares o comunitarios.
- Actuar para cubrir y resolver los problemas, prevenir o curar la enfermedad.

## Habilidades necesarias
El proceso enfermero implica habilidades que un profesional de enfermería debe poseer cuando tenga que comenzar la fase inicial del proceso. Tener estas habilidades contribuye a la mejora de la atención del profesional de enfermería al cuidado de la salud del paciente, incluyendo el nivel de salud del mismo, o su estado de salud.
- Habilidades cognitivas o intelectuales, tales como el análisis del problema, resolución de problemas, pensamiento crítico y realizar juicios concernientes a las necesidades del cliente.[11] Incluidas entre estas habilidades están las de identificar y diferenciar los problemas de salud actuales y potenciales a través de la observación y la toma de decisiones, al sintetizar el conocimiento de enfermería previamente adquirido.
- Habilidades interpersonales, que incluyen la comunicación terapéutica, la escucha activa, el compartir conocimiento e información, el desarrollo de confianza o la creación de lazos de buena comunicación con el cliente, así como la obtención ética de información necesaria y relevante del cliente la cual será luego empleada en la formulación de problemas de salud y su análisis.
- Habilidades técnicas, que incluyen el conocimiento y las habilidades necesarias para manipular y maniobrar con propiedad y seguridad el equipo apropiado necesitado por el cliente al realizar procedimientos médicos o diagnósticos, tales como la valoración de los signos vitales, y la administración de medicamentos.

## Fases del proceso enfermero

Modelo de cinco fases que incorpora los diagnósticos de la NANDA al modelo de la OMS (1979).

Los siguientes son los pasos o fases del proceso enfermero:
1. Valoración de las necesidades del paciente: recogida de datos, valoración, organización y registro de dichos datos.
2. Diagnóstico de las necesidades humanas que la enfermería puede asistir: puede ser de autonomía (diagnóstico de autonomía) o de independencia (diagnóstico de independencia). No se incluyen en este apartado los problemas de colaboración, ya que éstos se derivan de un análisis de datos desde la perspectiva de un modelo médico.
3. Planificación del cuidado del paciente: fijación de objetivos y prioridades
4. Ejecución del cuidado: intervención y actividades.
5. Evaluación del éxito del cuidado implementado y retroalimentación para procesos futuros.

### Fase de valoración
La valoración consiste en recolectar y organizar los datos que conciernen a la persona, familia y entorno con el fin de identificar las respuestas humanas y fisiopatológicas. Son la base para las decisiones y actuaciones posteriores.
El profesional debe llevar a cabo una valoración de enfermería completa y holística de cada una de las necesidades del paciente, sin tener en cuenta la razón del encuentro. Usualmente, se emplea un marco de valoración basado en una teoría de enfermería o en la escala de Glasgow. En dicha valoración se contemplan problemas que pueden ser tanto reales como potenciales (de riesgo).

#### Modelos para la recolección de datos
Los siguientes modelos de enfermería son utilizados para reunir la información necesaria y relevante del paciente para brindar efectivamente calidad en el cuidado de enfermería.
- Patrones funcionales de salud de Gordon
- Modelo de adaptación de Roy
- Modelos de sistemas corporales
- Jerarquía de necesidades de Maslow

#### Tipos de datos significativos
Los datos significativos pueden ser objetivos o subjetivos, históricos o actuales.

### Fase de planificación

Jerarquía de las necesidades de Maslow, utilizada para priorizar los problemas de salud encontrados en el paciente.

#### Sistema de clasificación de la práctica de enfermería en urgencias

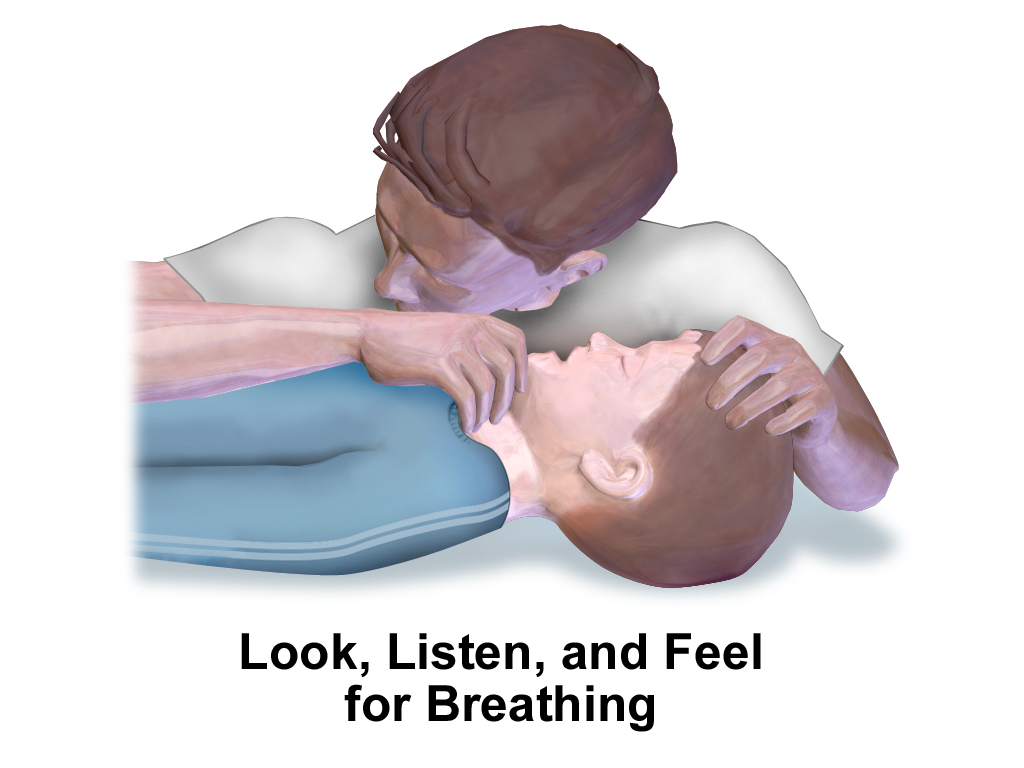
RCP básico